# ZeroZeroZero (album)
ZeroZeroZero è un album discografico di colonna sonora del gruppo musicale scozzese Mogwai, pubblicato nel 2020. Il disco fa da colonna sonora alla serie televisiva italiana ZeroZeroZero, tratta dal libro di Roberto Saviano intitolato anch'esso ZeroZeroZero.

## Tracce
1. Visit Me – 2:40
2. I'm Not Going When I Don't Get Back – 2:27
3. Telt – 1:54
4. Chicken Guns – 4:48
5. Nose Pints – 2:04
6. Fears of Metal – 2:37
7. Space Annual – 1:21
8. Invisible Frequencies – 2:53
9. Moon in Reverse – 4:01
10. Don't Make Me Go Out on My Own – 3:15
11. Lesser Glasgow – 4:18
12. Frog Marching – 4:03
13. El Dante – 3:48
14. Major Treat – 2:15
15. Rivers Wanted – 4:11
16. Summon the Sacred Beast – 3:22
17. Modern Trolls – 3:51
18. The Winter's Not Forever – 3:47
19. He Loved Trees – 2:18
20. Witches of Alignment – 3:57
21. The Wife Was Touched – 4:53

## Formazione
- Dominic Aitchison - basso
- Stuart Braithwaite - chitarra, voce
- Martin Bulloch - batteria
- Barry Burns - chitarra, piano, sintetizzatore